# Zeena Parkins

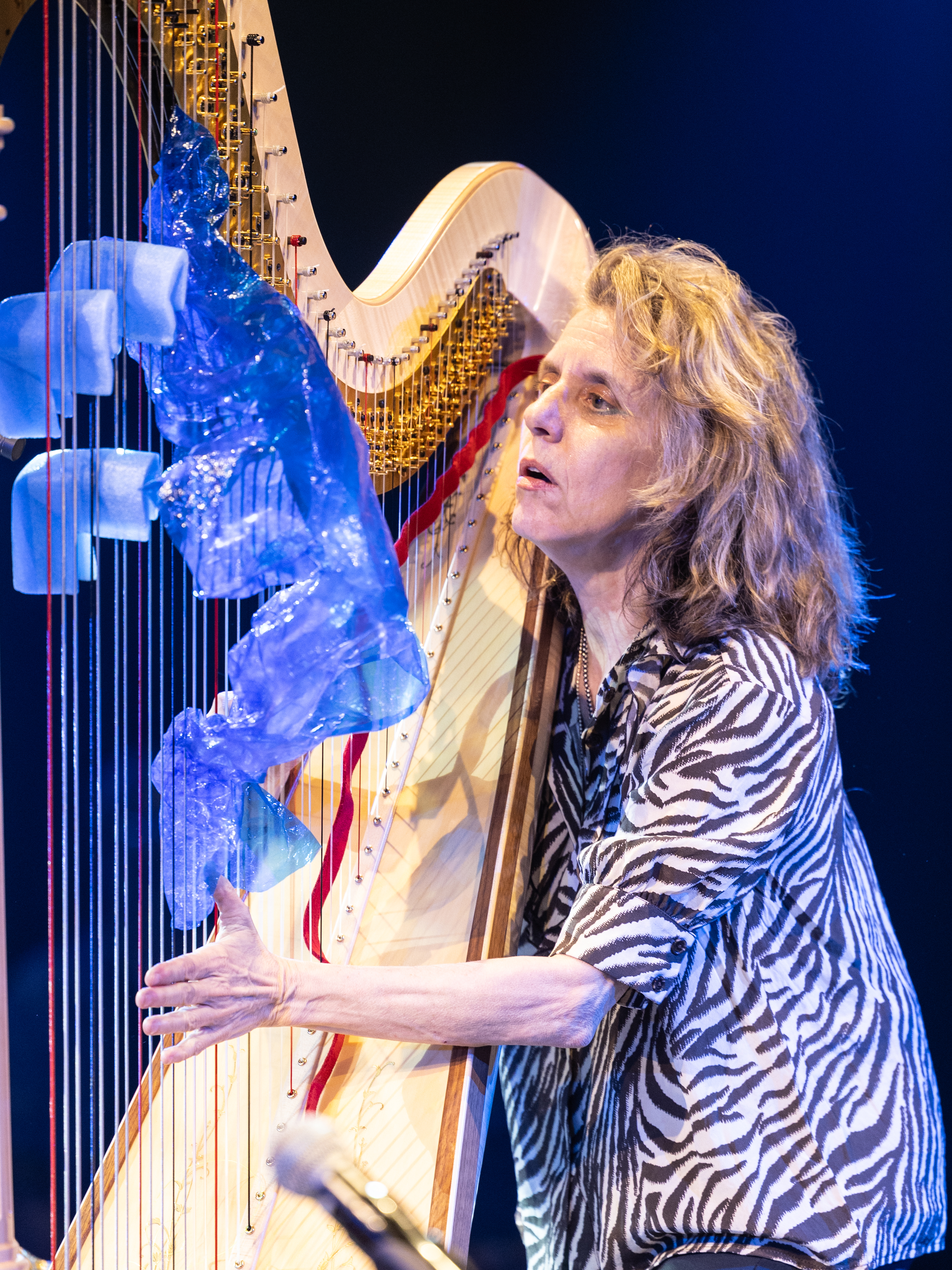
Zeena Parkins (2024)

Zeena Parkins (* 1956 in Detroit, Michigan) ist eine US-amerikanische Harfenistin (auch Keyboard, Akkordeon und Live-Elektronik), die im Zwischenbereich zwischen Avantgarde Jazz, Artrock, freier Improvisation und Noisemusik tätig ist.

## Leben und Wirken

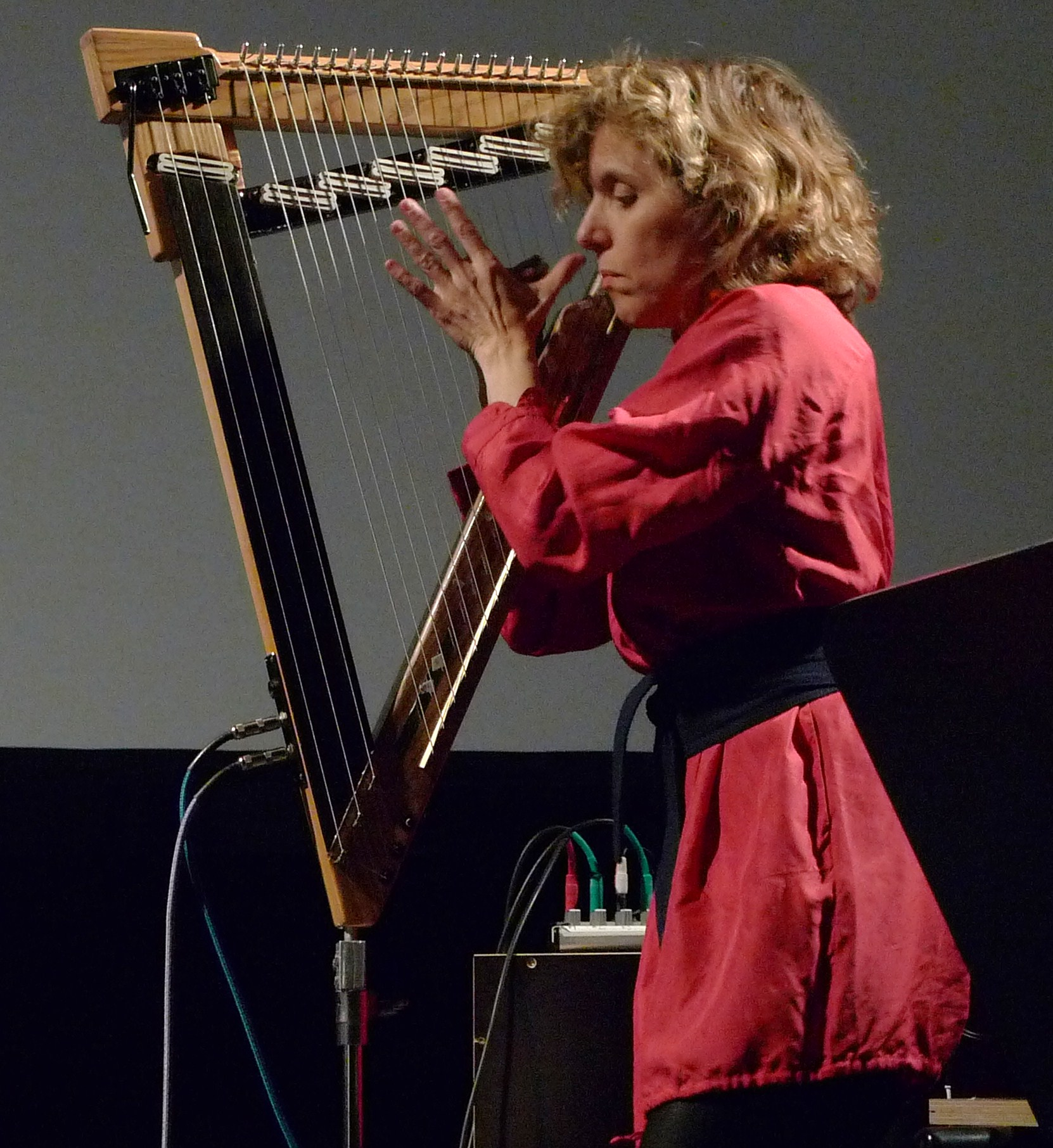
Zeena Parkins (2009)

Parkins studierte Tanz, klassisches Piano und Harfe und schloss ihre Studien am Bard College ab. Sie ist, seit sie 1984 in New York City anlangte, ein wichtiger Teil der Downtown-Szene: Sie arbeitete mit John Zorn und mit Butch Morris, bildete mit Fred Frith und Tom Cora die „Skeleton Crew“ und arbeitete immer wieder mit Ikue Mori und mit Elliott Sharp, mit dem sie etwa 2003 in Bonn in dem Theaterstück „Sex Machine“ nach Werner Fritschs „Jenseits“ auftrat. Als Leaderin gründete sie in den 1980ern die Band „No Safety“, dann die „Gangster Band“ (ein Septett mit Streichinstrumenten, Perkussion und Elektronik). Sie war Mitglied in den experimentellen Bands „No Safety“ und „News from Babel“ und arbeitete mit Jim O’Rourke, Nels Cline, Thurston Moore, Courtney Love, Matmos und Pauline Oliveros zusammen. Zu einigen ihrer speziellen Projekte gehörte die Zusammenarbeit mit Björk auf dem Album Vespertine (sowie zwei Tourneen), mit dem Tin Hat Trio (Book of Silk), mit Yoko Ono (Blueprint for a Sunrise) oder mit Don Byron. Sie trat auch mit Anthony Braxton, Christian Marclay und Lorenz Raab auf und kooperierte mit der Videokünstlerin Janene Higgins. Sie arbeitet im Trio mit Sonic-Youth-Gitarrist Lee Ranaldo und Schlagzeuger William Hooker, aber auch mit Susie Ibarra und mit Jennifer Monson. Seit März 2008 ist sie Mitglied der Band „Cosa Brava.“
Parkins entwickelte einen neuen Umgang mit der Harfe, in dem sie diese mit Tonabnehmern bestückte, über Wahwah spielte und mit Nägeln, Schraubenziehern, Gläsern, Filz und anderen Geräten präparierte und bearbeitete, um ihr ungewohnte Klangfarben und Geräusche zu entlocken. Sie gilt als Pionier der elektrischen Harfe. Außerdem hat sie den Sound der akustischen Harfe durch ungewöhnliche Spieltechniken und Schichten von Sounds erweitert. Wolf Kampmann zufolge erregten ihre unbegleiteten Soloplatten (z. B. „Nightmare Alley“, 1992, und „No Way Back“, 1998) hohe Aufmerksamkeit bei der Jazzkritik.
Parkins Mischung von Instrumenten, die Kombination von geschnittenen Sounds und Klängen aus nichtmusikalischen Quellen führen etwa in den Werken für die Gangster Band, aber auch in Auftragskompositionen für das Ensemble Bang on a Can zu beeindruckenden Klanglandschaften. Sie verfasst auch Musik für Tanzensembles.
Parkins trat bei vielen Musik-Festivals in Europa, Amerika und Japan auf, etwa dem Music Merge Festival in Tokio, dem Moers Festival, dem Jazz Festival Willisau, Musique Action International in Frankreich oder City of Women Festival in Slowenien. 2014 erhielt Parkins den mit $ 275.000 dotierten Doris Duke Artist Award.

## Auszeichnungen
1997 wurde Zeena Parkins mit einem Preis der Stiftung für zeitgenössische darstellende Kunst ausgezeichnet.

## Diskografische Anmerkungen
- Something Out There (No Man’s Land, 1987)
- Nightmare Alley (Table of the Elements, 1993)
- Isabelle (Disk Union, 1995)
- Mouth=Maul=Betrayer (Tzadik, 1996)
- No Way Back (Atavistic, 1998)
- Pan-Acousticon (Atavistic, 1999)
- Necklace (Tzadik, 2006)
- Between the Whiles (Table of the Elements, 2010)
- Double Dupe Down (Tzadik, 2012)
- Three Harps, Tuning Forks & Electronics (Good Child Music, 2016)
- Captiva (2016)

Mit Björk
- Telegram (One Little Indian, 1996)
- Vespertine (One Little Indian, 2001)
- Drawing Restraint 9 (One Little Indian, 2005)
- Biophilia (One Little Indian, 2011)

Mit Alex Cline
- For People in Sorrow (Cryptogramophone, 2013)

Mit Nels Cline
- The Inkling (Cryptogramophone, 2000)
- Destroy All Nels Cline (Atavistic, 2001)
- Macroscope (Mack Avenue, 2014)
- Lovers (Blue Note, 2016)

Mit Fred Frith
- The Country of Blinds (Rift, 1986) als „Skeleton Crew“
- Step Across the Border (RecRec, 1990)
- That House We Lived In (Fred Records, 1991 [2003])
- Stone, Brick, Glass, Wood, Wire (I Dischi di Angelica, 1999)
- Traffic Continues (Winter & Winter, 2000) mit Ensemble Modern
- Ragged Atlas (Intakt, 2010) als „Cosa Brava“
- The Letter (Intakt, 2012) als „Cosa Brava“

Mit „Maybe Monday“
- Unsquare (Intakt, 2008)

Mit „News from Babel“
- Work Resumed on the Tower (Recommended, 1984)
- Letters Home (Recommended, 1986)

Mit Marc Ribot
- Requiem for What's His Name (Les Disques du Crépuscule, 1992)

Mit John Zorn
- Cobra (Hat Hut, 1987)
- John Zorn's Cobra: Live at the Knitting Factory (Knitting Factory, 1997)
- The Bribe (Tzadik, 1998)

Mit Tin Hat Trio
- Book of Silk (Ropeadope/Rykodisc, 2004)

Mit Bobby Previte
- Terminals (Cantaloupe, 2014)

Mit Pauline Oliveros
- Presença Series #01 (Lucky Kitchen/Fundação de Serralves, 2014)
- Zeena Parkins, Mette Rasmussen & Ryan Sawyer: Glass Triangle (Relative Pitch, 2021)

Mit Myra Melford
- Myra Melford, Zeena Parkins and Miya Masaoka: MZM (Infrequent Seams,  2020)

## Lexigraphische Einträge
- Wolf Kampmann (Hrsg.), unter Mitarbeit von Ekkehard Jost: Reclams Jazzlexikon. Reclam, Stuttgart 2003, ISBN 3-15-010528-5.